# L'angelo bianco (film 1955)
L'angelo bianco è un film del 1955 diretto da Raffaello Matarazzo.
È il seguito di I figli di nessuno (1951).

## Trama
Morto Bruno, il figlio avuto da Luisa Fanti, ormai diventata suor Addolorata, Guido decide di separarsi dalla moglie Elena chiedendo ed ottenendo l'affidamento della loro figlia Anna. Elena, disperata, fugge assieme alla figlia su un motoscafo durante un temporale; durante la fuga le due rimangono vittime di un incidente, venendo ritrovate senza vita la mattina dopo.
Guido, per riprendersi dal dolore causato da questo ennesimo lutto, si butta a capofitto sul lavoro rimettendo miracolosamente in sesto la cava di marmo di sua proprietà (rimasta chiusa a seguito della tragica esplosione che aveva causato la morte di Bruno) salvando così i posti di lavoro dei propri dipendenti; durante un viaggio d'affari, Guido conosce Lina Mercolin, ballerina di una compagnia di avanspettacolo incredibilmente somigliante a Luisa ed inizia a frequentarla. Lina, poco a poco, inizia a provare un sentimento nei confronti di Guido ma non riesce ad innamorarsene pienamente in quanto teme che l'interesse dell'uomo nei suoi confronti sia dovuto solo alla sua incredibile somiglianza con la sua amata ormai perduta.
In seguito Lina, incastrata dal suo disonesto impresario in un giro di banconote false, finisce in prigione dove scopre di aspettare un bambino da Guido. Prima di morire per le percosse ingiustamente subite dalle sue compagne di cella, che la credono una delatrice del direttore del penitenziario, grazie all'intervento di suor Addolorata, Lina riesce a sposare Guido in modo che il figlio che ha in grembo sia riconosciuto come legittimo. Subito dopo la cerimonia la donna partorisce il bambino e muore nell'infermeria del carcere.
Subito dopo un gruppo di carcerate (le stesse che hanno causato la morte di Lina) prende in ostaggio il piccolo per poter evadere, ma il provvidenziale intervento di suor Addolorata le fa desistere; riconsegnando il neonato tra le braccia di Guido, la suora chiede all'uomo di chiamarlo Bruno, ad eterno ricordo del loro sfortunato figlioletto defunto.

## Produzione
Il film, ascrivibile al filone dei melodrammi sentimentali strappalacrime, molto in voga in Italia tra il pubblico in quegli anni (in seguito ribattezzato dalla critica con il termine neorealismo d'appendice), venne girato per gli interni negli studi romani della Titanus e per esterni a Carrara, tra la fine del 1954 e l'inizio del 1955.

## Distribuzione
Il film venne distribuito nelle sale cinematografiche italiane il 18 aprile del 1955.

## Accoglienza
Il film fu accolto positivamente dal pubblico, anche se non raggiunse i livelli de I figli di nessuno: risultò il 50° maggior incasso della stagione cinematografica 1954-1955 in Italia (I figli di nessuno era risultato il secondo maggior introito nella sua annata, preceduto solo da un analogo film di Alberto Lattuada, Anna).

## Critica
(Giuseppe Marotta)
(Laura, Luisa e Morando Morandini)

## Opere correlate
Questo film non va confuso con l'omonima pellicola del 1943 diretta da Giulio Antamoro, Federico Sinibaldi ed Ettore Giannini, che invece era una versione precedente del film I figli di nessuno, di cui questa pellicola rappresenta il sequel.